# Крис Шифлет
Кристофер Обри Шифлет (енгл. Christopher Aubrey Shiflett; рођен 6. маја 1971. у Санта Барбари, Калифорнија, САД) је гитариста америчке рок групе Фу фајтерс. Постао је члан Фу фајтерса после објаве трећег албума There Is Nothing Left To Lose.
Ожењен је и има сина Лијама.